# Селскостопанска гимназия (Садово)
Селскостопанската гимназия в град Садово е училище, разположено на адрес: бул. „Дружба“ № 4.
То е първото професионално земеделско училище в България. В миналото в двора на гимназията са се отглеждали над 200 вида растения, за които са се грижели 2 щатни градинари. Директор на училището е Димитър Христов Йорданов

## История
Училището е открито през 1883 година в рамките на тогавашна Източна Румелия, две години преди Съединението на България. Инициатор за основаването на земеделското училище е Христо Стамболски.
Гимназията участва в Първото пловдивско изложение – настоящият международен панаир и печели златен медал. Наградена е с грамоти, отличия и медали от Сент Луис, Париж и Лондон.
През учебната 2007/2008 година се обучават 222 ученици.

### Възпитаници
- Александър Стамболийски (1 март 1879 - 14 юни 1923) - български политик, председател на БЗНС
- Димитър Методиев (11 септември 1922 - 19 юни 1995) - български поет, партизанин и партиен деец от БКП
- Никола Тодев (13 юни 1928 – 30 март 1991) – български актьор
- Димитър Йончев – основател на кооперативното движение в страната
- проф. Димитър Бибриков
- проф. Брайков
- проф. Пехливанов
- проф. Синивирски
- проф. Врончев
- проф. Кайтазов

### Специалности
- Икономист-мениджър
- Ветеринарен техник
- Монтьор на селскостопанска техника
- Зеленчукопроизводител